# Raşit Sevindir
Raşit Sevindir (* 11. August 1986 in Istanbul) ist ein türkischer Fußballspieler.

## Karriere

### Verein
Sevindir startete mit dem Vereinsfußball in der Jugend von Halil Rifat Paşa SK und wechselte 1997 in die Jugend von Fenerbahçe Istanbul. Nachdem ihm hier kein Profivertrag angeboten worden war, wechselte Sevindir zum Sommer 2005 zum Drittligisten Turgutluspor. Hier spielte er die nächsten vier Spielzeiten und wechselte anschließend 2009 zum Zweitligisten Çaykur Rizespor. Bei Rizespor nahm er zwar am vorsaisonlichen Trainingscamp teil, jedoch wurde er anschließend als Leihspieler an Siirtspor abgegeben. Bei Siirtspor gelang ihm auf Anhieb der Sprung in die Startelf. So kam er im Laufe der Saison zu 32 Ligaeinsätzen und erzielte dabei acht Tore.
Zum Saisonende wechselte Sevindir dann zum Drittligisten Göztepe Izmir. Mit diesem Verein sicherte er sich zum Saisonende die Meisterschaft der TFF 2. Lig und damit den direkten Aufstieg in die TFF 1. Lig. Nach dem Aufstieg verließ aber Sevindir den Verein wieder und wechselte zum Drittligisten Adana Demirspor. Mit diesem Verein wurde er zum Saisonende Playoffsieger der Liga und stieg zum zweiten Mal in Folge in die TFF 1. Lig auf. Auch diesen Verein verließ er nach einer Saison und wechselte zu seinem alten Verein Turgutluspor.
Zum Sommer 2013 wechselte er zum zweiten Mal in seiner Karriere zu Adana Demirspor. Ein Jahr später verließ er diesen Verein und heuerte stattdessen beim Drittligisten Altay Izmir an.

### Nationalmannschaft
Sevindir spielte siebzehnmal für die türkische U-18-Nationalmannschaft und vier Mal für die U-19 seines Landes.

## Erfolge
Mit Göztepe Izmir
- Meister der TFF 2. Lig: 2010/11
- Aufstieg in die TFF 1. Lig: 2010/11

Mit Adana Demirspor
- Playoffsieger der TFF 2. Lig: 2011/12
- Aufstieg in die TFF 1. Lig: 2011/12